# After Burner II
After Burner II est un jeu vidéo de type rail shooter développé par Sega-AM2 sous la direction de Yū Suzuki et commercialisé par Sega en 1987 sur borne d'arcade. Le jeu a été converti sur Amiga, Atari ST, PC-Engine, Master System, Mega Drive, MSX, NES, Commodore 64, FM Towns Marty, Saturn et ZX Spectrum. Il fait partie de la série After Burner.
Il a connu un remake en 2004 sur PlayStation 2 sous le titre Sega Ages 2500 Series Vol. 10: After Burner II.

## Système de jeu
Le joueur pilote, en vue externe (vue arrière fixe), un avion équipé de missiles et de mitrailleuses. Il faut détruire le plus d'avions ennemis possible et surtout éviter les missiles adverses. Le jeu est composé de nombreux niveaux de plus en plus difficiles à passer. Il y a deux bases à micro-ondes où il faut passer entre les rochers et détruire le plus possible de tours (sur Mega Drive).